# 福音と教会
福音と教会（ふくいんときょうかい、ドイツ語: Evangelium und Kirche, EuK）は、ヴュルテンベルクにおける教会政治を担う集団である。「福音と教会」は教会共同体、地区、州教会総会という各段階に関与する。この集団はヴュルテンベルク福音主義州教会にある4つの総会内会派の一つとして存在する。州教会総会での選挙に際して候補者を出すので、教会の党派とも呼ばれている。州教会総会において選出された代議員は「福音と教会」という会派を形成する。

## 歴史

### 1934年から1945年
「福音と教会」は福音主義信仰告白共同体としてヴュルテンベルクにおいてテオドール・ディッパー牧師によって設立された。同時に、教会における国家社会主義に反対する立場を示した。「福音と教会」のメンバーはアーリア条項に反対したが、ドイツ的キリスト者の支持者の大半は受け入れた。告白教会にいる活動的な者たちの多くは「福音と教会」のそばにいるか、加入した。多くの会員たちは圧力を受けながらも「福音と教会」に参加し続けた。その結果、キルヒハイムにおいて1936年オットー・メーリケ牧師が神の座を前にした祭司としての アドルフ・ヒトラーの名により、執行猶予を取り消した上で暴力を加えられ説教禁止という判決を受けた。ユリウス・フォン・ヤーン牧師は1938年贖罪日において水晶の夜に反対した説教によって　同様の措置が取られた。当時の指導者テオドール・ディッパー牧師は何度も説教禁止措置を受けたが、抗議を断念しなかった。彼は妻やオットー・メーリケ牧師や他の告白教会牧師たちと共に「兄弟の輪」という組織に属し、1943年以降空襲被災者という名目で、ユダヤ人難民を彼らの私邸に匿った。

### 1945年以降の発展
1945年以降、教会と国家の関係を民主的に再構築することが求められた。1966年、再び「福音と教会」という名称で州教会総会内会派が設立された。1980年代、1990年代に入り「福音と教会」はヴュルテンベルクにおいて何度も開かれた教会と密接な連携を持って協力して働いた。この会派の出版物として年に2,3回広報誌が神学的テーマと総会での働きに寄与することを目的に発行されている。

### 歴代州議長
| 在任期間  | 議長                                               |
| --------- | -------------------------------------------------- |
| 1933-1934 | ヴォルフガング・メッツガー、牧師、後に管区長       |
| 1934      | ゴットヒルフ・ヴェーバー、地区長                   |
| 1934–1939 | テオドール・ディッパー、牧師、後に地区長           |
| 1939–1945 | パウル・シュミット、牧師                           |
| 1945–1969 | テオドール・ディッパー、地区長                     |
| 1969–1974 | ペター・スパムバルク、地区長                       |
| 1974–1978 | ゲルハルト・ミューラー、地区長                     |
| 1978–1990 | ハンス・ラッヘンマン, 参事会員                     |
| 1990–1999 | ヴァルター・ブライヒ、地区長                       |
| 1999–2014 | リヒャルト・メスインガー Mössinger, Pfarrer        |
| 2014–     | エルンスト＝ヴィルヘルム・ゴール、ウルム教会地区長 |

## 立場
「福音と教会」は教会政治的には中間派である。多くの構成会員が他の会派にも属している。しかし、「教会全体を見つめよう」という重要テーマを持っている。
- 教会と教会政治的テーマを神学的判断知識で理解する
- 異なった立場のキリスト者の対話を取り持つ
- 一面的な決定ではなく、調和のとれた解決策を探す
- 教養
- 社会奉仕